# Liste des évêques de Troia

## Évêques de Troia
- Saint Marc † (Ve siècle ?)
- Saint' Eleuterio † (Ve siècle ?)
- Saint Secondino † (Ve siècle ?)
- Marcianus † (501 - 504)
- Domnino † (mi-VIe siècle)
- Oriano † (première moitié du  XIe siècle)
- Stefano Normanno † (1071)
- Gualtiero † (1080 - 1091)
- Gerardo † (1091 - 1097)
- Uberto † (1091 - 1101)
- Guglielmo † (1102 - 1106)
- Guglielmo II † (1106-1141)
- Guglielmo III † (1155-1174) : Représente Guillaume Ier de Sicile aux côtés de l'émir des émirs Maion de Bari lors des négociations du traité de Bénévent en 1156.
- Jean † (1174 - 1177)
- Elia † (1177-1189)
- Gualtieri di Pagliara † (1189 - 1201 )
- Filippo † ( 1212 - ?)
- Pietro de Barbuco † (1253 - ?)
- Matteo † (1259 - 1276)
- Ugo, O.P. † (1278 - 1279)
- Rainerio, O.F.M. † (1280 - ?)
- Roggero † (? - 1302 )
- Pietro, O.F.M. † (1302 - 1309 )
- Guglielmo Bianchi, O.S.B. † (1309 - 1310)
- Berardo † (1310 - ?)
- Arnoldo † (1322 - ?)
- Bisanzio † (1332 - ?)
- Enrico Trezza † (1341 - ?)
- Nicola † (deuxième moitié du XIVe siècle)
- Guido † (1375 - 1385
- Riccardo † (1391 - ?)
- Bartolomeo † (1398 - ?)
- Nicola † (1409 - 1409)
- Angelo † (1411 - 1438)
- Giacomo Lombardo † (1438 - 1469)
- Giovanni Paolo Vassalli † ( 1469 - ?)
- Stefano † (1475 - 1480 )
- Scipione Piscicelli † (1480 - 1484)
- Giannozzo Pandolfini † (1484 - 1514 )
- Ferrando Pandolfini † (1514 - 1560 )
- Scipione Rebiba † ( 1560 -  1560 )
- Prospero Rebiba † ( 1560 - vers 1593)
- Jacopo Aldobrandini † (1593 - 1607 )
- Pietro Antonio Da Ponte, C.R. † (1607 - 1622)
- Giovanni Battista Roviglioni † (1622 - 1623 )
- Felice Siliceo † (1623 - 1626 )
- Giovanni Battista Astalli † (1626 - 1644 )
- Giovanni Tommaso Veneziani † (1645 - 1644 )
- Antonio Sacchetti † (1648 - 1662 )
- Sebastiano Sorrentino † (1663 - 1675)
- Antonio de Sangro, C.R. † ( 1675 -  1694 )
- Emilio Cavalieri, P.O. † ( 1694 -  1726 )
- Giovanni Pietro Faccoli † (1726 -  1752 )
- Marco De Simone † ( 1752 -  1777 )
- Giovanni Giacomo Onorati † ( 1777 - 1797)
- Gennaro Clemente Francone † ( 1797 - 1799)
- Michele Palmieri † ( 1804 -  1824)
- Antonio Monforte † ( 1824 - 1855)
- Tommaso Passero, O.P. † ( 1856 - 1890 )
- Domenico (Daniele) Tempesta, O.F.M. † ( 1891 -  1899 )
- Paolo Emilio Bergamaschi † (1899 - 1910 )
- Domenico Lancellotti † ( 1911 - 1918)
- Fortunato Maria Farina (it) † ( 1919 - 1951)
- Giuseppe Amici † ( 1951 -  1955)
- Antonio Mistrorigo ( 1955 - 1958)
- Antonio Pirotto † ( 1958 -  1974 )
- Giuseppe Lenotti † ( 1974 -  1981)
- Salvatore De Giorgi ( 1981 - 1986)

## Évêques de  Lucera-Troia
- Raffaele Castielli ( 1987  -  1996 )
- Francesco Zerrillo (it) ( 1997 -  2007 )
- Domenico Cornacchia, (2007-2016, transféré à Molfetta-Ruvo-Giovinazzo-Terlizzi)